# John Stonehouse
John Thomson Stonehouse, född 28 juli 1925 i Southampton, Hampshire, död 14 april 1988 i Totton, Hampshire, var en brittisk labourpolitiker och "junior minister" under Harold Wilson. Han är kanske mest känd för sitt misslyckade försök att fejka sin egen död 1974.